# Gypsophila spergulifolia
Gypsophila spergulifolia är en nejlikväxtart som beskrevs av August Heinrich Rudolf Grisebach. Gypsophila spergulifolia ingår i släktet slöjor, och familjen nejlikväxter. Inga underarter finns listade i Catalogue of Life.